# Île Platte
Pour les articles homonymes, voir Platte.
L'île Platte, en anglais Platte Island, est une île Extérieure de l'archipel des Seychelles, dans l'océan Indien.

## Histoire
L’île est découverte, en 1769, par le lieutenant de Lampériaire.

## Géographie

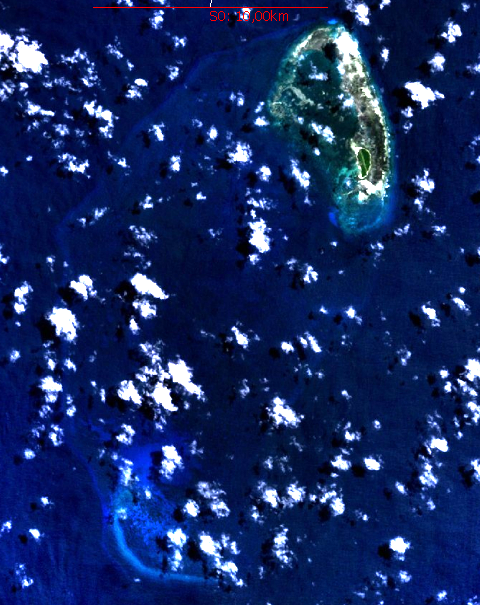
Image satellite de l'île Platte montrant le récif corallien au nord-est et le récif submergé vers le sud-ouest.

L'île Platte est située dans l'est des Seychelles et des îles Extérieures auxquelles elle est rattachée. Elle se trouve dans le nord du groupe corallien méridional, un petit archipel qu'elle forme avec Coëtivy située à 171 kilomètres en direction du sud-est, et à 135 kilomètres au sud de Mahé, l'île principale du pays. Il semble que l'adjectif plat caractérisant l'île, ait été, historiquement, mal orthographié.
L'île est allongée dans le sens nord-sud et mesure 0,65 km2 de superficie avec 1 250 mètres de longueur et 550 mètres de largeur. D'origine corallienne, elle est peu élevée et couverte d'une végétation tropicale. Un aéroport se trouve dans le centre de l'île, sa piste étant orientée dans l'axe de l'île. Dans l'ouest de l'île se trouve un campement où résident trois personnes. Le littoral de l'île Platte est composé de plages de sable protégées par un récif corallien. Ce récif corallien s'étire sur 800 mètres vers l'est, 5 kilomètres vers le nord et 2,4 kilomètres vers le sud en formant un lagon. Il est interrompu par deux passes au nord-ouest qui peuvent permettre le passage de petites embarcations. Cet atoll est lui-même entouré par un récif submergé s'étendant sur 12 kilomètres vers l'ouest et 18 kilomètres vers le sud. Dans sa partie sud-ouest appelée récif La Perle, la profondeur minimale atteint quatre mètres. Au total, ce récif corallien mesure 25 kilomètres de longueur du nord au sud, 14 kilomètres de largeur d'est en ouest pour 270 km2 de superficie.
L'île était quasiment inhabitée avant l'ouverture d'un resort en 2024.